# Monthion
Monthion ist eine französische Gemeinde mit 520 Einwohnern (Stand 1. Januar 2022) im Département Savoie in der Region Auvergne-Rhône-Alpes. Sie gehört zum Kanton Albertville-2 im Arrondissement Albertville.

## Geographie

### Lage
Monthion liegt auf 490 m, etwa 35 Kilometer ostnordöstlich der Präfektur Chambéry und 65 Kilometer südsüdöstlich der Stadt Genf (Luftlinie). Nachbargemeinden von Monthion sind Gilly-sur-Isère im Norden, Grignon im Nordosten, Esserts-Blay und Saint-Paul-sur-Isère (Berührungspunkt) im Osten und Notre-Dame-des-Millères im Süden und Westen.

### Topographie
Die Fläche des 6,36 km² großen Gemeindegebiets umfasst im mittleren Isère-Tal einen schmalen Abschnitt an der südlichen Talflanke, einige Kilometer flussabwärts von der Stadt Albertville. Der nördlichste Teil mit dem Ortsteil La Plaine de Monthion befindet sich auf dem ebenen Talboden in etwa zwei Kilometer Entfernung vom Ufer der Isère, die Bebauung schließt sich heute nahtlos and diejenige von Grignon an. Am Rand dieser Ebene steigt der Gemeindeboden abrupt an und umfasst die Nordwestflanke der 2111 m hohen La Grande Lanche, einer Erhebung in den Nordausläufern des Grand Arc, dem am weitesten nördlich gelegenen Gipfel des Vanoise-Gebirges. Etwa 100 m oberhalb der Ebene wird der Anstieg durch einen Geländeabsatz unterbrochen, auf dem sich der Ortskern von Monthion und der Teil Les Mery befinden. Oberhalb des Ortes stehen noch vereinzelte Gehöfte und Berghütten. Der Berghang wird von mehreren kleinen Wasserrinnen zur Isère hin entwässert, von denen der Gebirgsbach Hermettaz die westliche Gemeindegrenze markiert. Mit der größtenteils bewaldeten Talflanke erreicht die Gemeinde einen Waldanteil von 75,8 %, gefolgt von landwirtschaftlich genutzten Böden mit 10 % und Almwiesen mit 8,2 %.

## Geschichte
Im Mittelalter erscheint im 14. Jahrhundert erstmals die Erwähnung Curatus Moncyonis mit Bezug auf Monthiod. Zur Zeit des Ancien Régime gehörte der Ort zur Baronnie von Sainte-Hélène-des-Millières.

## Sehenswürdigkeiten
Auf die 2111 m hohe La Grande Lanche führt ein Wanderweg, von dem sich Ausblicke bieten über die Gebirgsmassive der Bauges und des Beaufortain sowie der gesamten Flussbiegung der Isère von der unteren Tarentaise bis zum Ende der Combe de Savoie. Die Dorfkirche von Monthion wurde im 19. Jahrhundert erbaut.

## Bevölkerung
| Jahr                       | 1962 | 1968 | 1975 | 1982 | 1990 | 1999 | 2006 | 2011 |
| -------------------------- | ---- | ---- | ---- | ---- | ---- | ---- | ---- | ---- |
| Einwohner                  | 188  | 185  | 207  | 194  | 304  | 370  | 427  | 487  |
| Quellen: Cassini und INSEE |      |      |      |      |      |      |      |      |

Mit 520 Einwohnern (Stand 1. Januar 2022) gehört Monthion zu den kleinen Gemeinden des Départements Savoie. Nachdem die Einwohnerzahl in der ersten Hälfte des 20. Jahrhunderts rückläufig war (im 19. Jahrhundert wurden regelmäßig rund 300 Einwohner gezählt), wurde seit Anfang der 1990er Jahre wieder eine Bevölkerungszunahme verzeichnet. Die Ortsbewohner von Monthion heißen auf Französisch Monthionais(es).

## Wirtschaft und Infrastruktur
Monthion war bis weit ins 20. Jahrhundert hinein ein vorwiegend durch die Land- und Forstwirtschaft geprägtes Dorf. Daneben gibt es heute einige Betriebe des lokalen Kleingewerbes. Vor allem hat sich das Dorf zu einer Wohngemeinde entwickelt, deren Erwerbstätige in den größeren Ortschaften der Umgebung und besonders im Raum Albertville ihrer Arbeit nachgehen.
Durch das Dorf verläuft die Departementsstraße D925, die von Albertville aus die Ortschaften flussabwärts am linken Ufer der Isère erschließt. In den nördlichen Nachbargemeinden bestehen Anschlussmöglichkeiten an die regionale Infrastruktur im Isère-Tal, nämlich an die Autobahn A430 und die Bahnstrecke Saint-Pierre-d’Albigny–Bourg-Saint-Maurice mit Bahnhof in Albertville. Als Flughäfen in der Region kommen Chambéry-Savoie (Entfernung 57 km) und Genf (100 km) in Frage.
In Monthion befindet sich eine Grundschule (école primaire).